# 学習院女子中・高等科
学習院女子中・高等科（がくしゅういんじょしちゅう・こうとうか）は、東京都新宿区戸山に所在し、中高一貫教育を提供する私立女子中学校・高等学校。
高等学校において生徒を募集しない完全中高一貫校。

## 概要

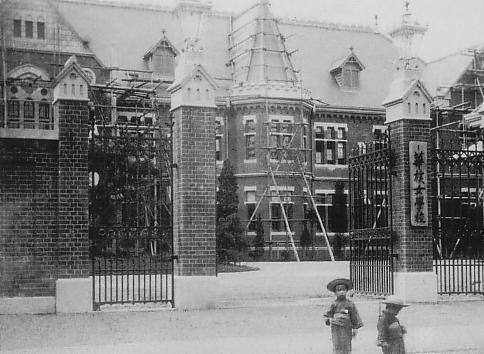
華族女学校。1889年。新家孝正設計

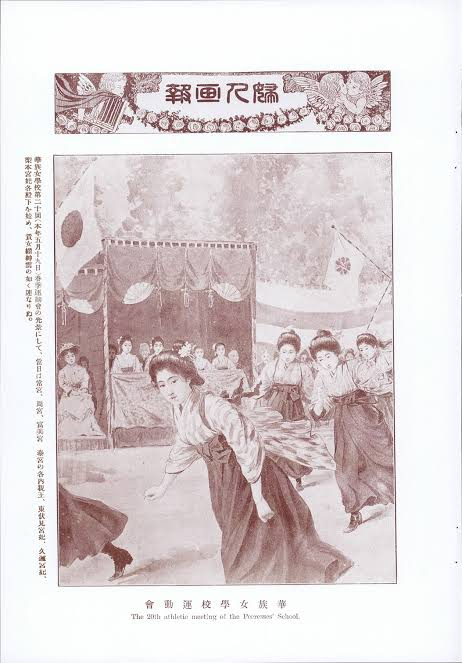
婦人画報 1905年『華族女學校運動會』より。女袴は、開学時の学監・下田歌子が創案したものと言われている。

1885年（明治18年）、皇族・華族子女のための官立の教育機関として華族女学校の名で四谷に創立された、120余年の歴史を有する伝統ある女子校である。その後1889年（明治22年）、永田町に移転。平民子女の入学も許可され、1906年（明治39年）に学習院女学部、1918年（大正7年）に女子学習院となる。1947年（昭和22年）に私立学校として再発足し、現在に至る。
校門は赤茶色の鉄製で、学習院が1877年（明治10年）神田で開学された時に建てられた旧正門を1949年（昭和24年）に移設したものである。これは日本で最古の鋳鉄製の門で、国の重要文化財に指定されている。構内の中心には蔵書約10万冊の図書館があり、その周囲の緑の中に女子中・高等科の建物が点在する。女子大学との敷地を合わせると約2万坪となる。
教育施設としては、HRと特別教室を含む一般教室がＢ館、Ｃ館、F館、本館まで4棟、総合体育館（2018年より使用開始）、第2体育館、総合グラウンド、テニスコート10面、バレーコート4面、バスケットコート1面がある。
女子中・高等科は共同で部活動や委員会活動を行うことが多く、運動会や文化祭なども中・高合同で行われる。またクラス編成も中・高共通で、1学年5クラス（東、西、中、南、北）である。高等科からの生徒募集は現在停止されている。
学習院高等科に比べて内部進学者が多く約6割が学習院大学へ進学するが、学習院女子大学(2026年4月に学習院大学に統合予定)へ進学する者は数名程度である。

## 沿革

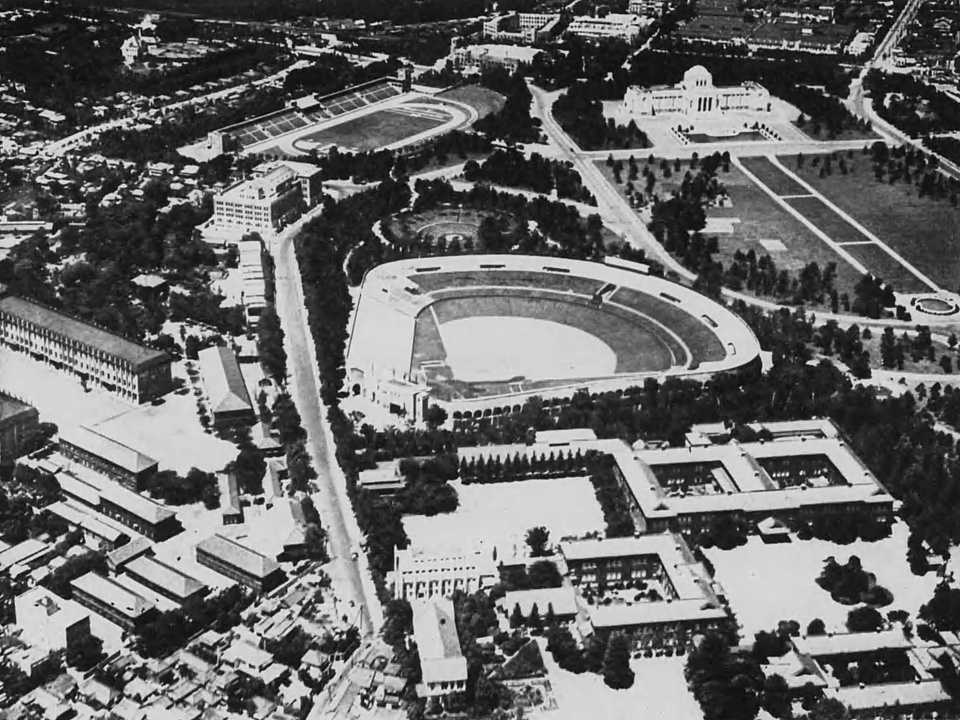
青山の女子学習院。1936年。上から神宮外苑競技場、日本青年館、明治神宮相撲場、神宮球場、女子学習院

- 1885年（明治18年） - 学習院の女子科を廃止し、四谷区尾張町（現：初等科所在地）に華族女学校を創設。
- 1889年（明治22年） - 麹町区永田町に移転。
- 1906年（明治39年） - 華族女学校と学習院を併合し、華族女学校を学習院女学部と改称。
- 1918年（大正07年） - 女学部は青山に移転し、女子学習院となる。
- 1945年（昭和20年） - 米軍の山の手への空襲で校舎が焼失。目白の徳川義親侯爵邸を仮校舎とし、音羽の護国寺月光殿や境内の音羽幼稚園なども使用した[1]。終戦後、学習院学制・女子学習院学制の官制廃止。
- 1946年（昭和21年） - 牛込区戸山町の近衛騎兵連隊跡に移転。終戦後の混乱の中、この広大な敷地と兵舎跡が無法集団に占拠されないうちにと女子生徒らによる「雪中の進駐」が行われた[1]。青山の旧校地はその後秩父宮ラグビー場となる。
- 1947年（昭和22年） - 学制改革により、学習院及び女子学習院が統合され私立の財団法人学習院となる（のち学校法人学習院）。女子学習院は私立学校として学習院女子と改称し、新制の女子中等科を開設（新制男子中等科も1949 - 1957年まで同地に置かれた[1]）。
- 1948年（昭和23年） - 新制の女子高等科を開設。

## 部・同好会活動

### 運動部
| - 剣道 - 水泳 - スキー（高等科のみ） - ソフトボール | - 卓球 - ダンス - テニス - バスケットボール | - バドミントン - バレーボール - 陸上競技 |

### 文化部
| - アニメ・マンガ研究 - 手芸 - E.S.S - 演劇 - 書道 | - 生物 - 化学 - 日舞 - 華道（高等科のみ） - 国際交流 | - コーラス - 美術 - ブロックフレーテ・アンサンブル - 茶道（中2以上のみ） - 文芸 | - 放送 - 仕舞 - 料理研究 - 写真 - 史学 |

### 同好会
- 手話
- ボランティア
- かるた同好会

### 委員会活動
| - 総務委員会 - 学級代表委員会 | - 学芸委員会 - 保健体育委員会 | - 厚生委員会 - 美化委員会 | - 図書委員会 |

## 年間行事
4月
- 入学式
- 球技会

5月
- 遠足
- 講演会
- 1学期中間考査
- 中三修学旅行

6月
- 対筑波大附属高校定期競技大会

1896年より行われている学習院高等科、学習院女子高等科、筑波大学附属高等学校の運動部を中心とした総合定期戦。運動部に所属していない生徒も、一般種目に参加することができる。学習院では「附属戦」、筑附では「院戦」の名で親しまれている。
7月
- 1学期期末考査
- 高1八ヶ岳林間学校

長野県にある白樺湖近くの宿舎を拠点に、高1全員が3泊4日で、登山・自然散策を体験する。登山は体力に応じ、3～4コース設定されている。2005年までは岩手県の八幡平である学習院の校舎に宿泊し、岩手山での登山が行われていた。
- イートン・サマースクール

イートン校において約3週間にわたり行われる夏期講習プログラム。毎年中等科3年、高2・の生徒20名と専任教諭が参加し、語学研修を中心に総合的なイギリス文化体験学習を行う。
8月
- クラブ合宿
- オーストラリア交流プログラム（隔年）

9月
- 漢字読み書き調査
- 運動会

10月
- 2学期中間考査
- 開院記念日

11月
- 芸術鑑賞会
- 八重桜祭（文化祭）
- 高2修学旅行

12月
- 2学期期末考査

2月
- 高1・高2能楽鑑賞教室

3月
- 学年末考査
- 送別学芸会
- 卒業式

## 制服
- 冬服 - セーラー服
- 夏服 - セーラー服

：※ 胸当てに八重桜の校章が刺繍されている。
※ ネクタイは、中等科が青、高等科が黒である。

## 交通
出典：
| 路線名             | 最寄り駅   | 徒歩所要時間 |
| ------------------ | ---------- | ------------ |
| 東京メトロ副都心線 | 西早稲田駅 | 1分          |
| 東京メトロ東西線   | 早稲田駅   | 10分         |
| 東京メトロ東西線   | 高田馬場駅 | 15分         |

## 周辺環境
周囲には早稲田大学があり、隣接して都立戸山高校や区立西早稲田中学校などがある。また、戸山公園が広がり緑豊かな文教地区を形成している。

## 関係者

### 出身者

#### 皇室関係
- 貞明皇后 / 旧制華族女学校卒
- 香淳皇后 / 旧制学習院女学部中退
- 雍仁親王妃勢津子 / 旧制女子学習院卒
- 宣仁親王妃喜久子 / 旧制女子学習院卒
- 崇仁親王妃百合子 / 旧制女子学習院卒
- 正仁親王妃華子
- 文仁親王妃紀子
- 彬子女王
- 瑶子女王
- 承子女王
- 佳子内親王
- 愛子内親王
- 東久邇成子 - 昭和天皇第一皇女、東久邇宮家盛厚王妃 / 旧制女子学習院卒
- 鷹司和子 - 昭和天皇第三皇女
- 池田厚子 - 昭和天皇第四皇女
- 島津貴子 - 昭和天皇第五皇女
- 近衞甯子 - 三笠宮崇仁親王第一女子、元常磐会会長
- 千容子 - 三笠宮崇仁親王第二女子
- 黒田清子 - 第125代天皇・明仁第一皇女
- 千家典子 - 高円宮憲仁親王第二女子
- 守谷絢子 - 高円宮憲仁親王第三女子
- 小室眞子 - 秋篠宮文仁親王第一女子
- 依仁親王妃周子 - 東伏見宮依仁親王妃 / 旧制華族女学校を中退し東京女学館へ転校
- 梨本伊都子 - 梨本宮守正王妃 / 旧制華族女学校卒
- 李方子 - 梨本宮守正王第一女子、李王垠妃 / 旧制女子学習院卒
- 伏見朝子 - 伏見宮家博義王妃、元常磐会会長 / 旧制女子学習院卒
- 三条西信子 - 久邇宮邦彦王第二女子、香淳皇后の妹 / 旧制女子学習院卒
- 恒憲王妃敏子 - 賀陽宮恒憲王妃、元常磐会会長 / 旧制女子学習院卒
- 朝融王妃知子女王 - 久邇宮朝融王妃。終戦後の皇籍離脱4ヶ月前に薨去 / 旧制女子学習院卒
- 酒井通子 - 久邇宮朝融王第三女子。"駆け落ち婚"で戦後の巷間を賑わした / 旧制女子学習院卒
- 立花美年子 - 北白川宮成久王第一女子 / 旧制女子学習院卒
- 東園佐和子 - 北白川宮成久王第二女子、元常磐会会長。子の東園基政は学習院桜友会8代目現会長 / 旧制女子学習院卒
- 佐野禮子 - 竹田宮恒久王第一女子 / 旧制女子学習院卒
- 大給湛子 - 朝香宮鳩彦王第二女子 / 旧制女子学習院卒
- 北白川祥子 - 北白川宮永久王妃、元皇太后宮女官長 / 旧制女子学習院卒
- 島津肇子 - 北白川宮永久王第一女子

#### 一般
- 柳原白蓮 - 「筑紫の女王」「白蓮事件」 / 旧制華族女学校中退
- 松平信子 - 元東宮御教育参与、元常磐会会長 / 旧制華族女学校卒
- 松浦董子 - 元久邇邦久侯爵妻 / 旧制女子学習院卒
- 徳恵翁主 - 李氏朝鮮王女、元宗武志伯爵妻 / 旧制女子学習院卒
- 岩倉靖子 - 岩倉公爵家女、岩倉具視の曾孫 / 旧制女子学習院卒
- 嵯峨浩 - 愛新覚羅溥傑妃 / 旧制女子学習院卒
- 久我美子 - 女優 / 旧制女子学習院卒
- 東山千栄子 - 女優 / 旧制学習院女学部卒
- 岩佐美代子 - 国文学者 / 旧制女子学習院卒
- 加藤シヅエ - 元参議院議員 / 旧制女子学習院卒
- 藤原あき - 元参議院議員、「タレント議員」の走り / 旧制女子学習院卒
- 酒井美意子 - 評論家 / 旧制女子学習院卒
- 犬養道子 - 評論家 / 旧制女子学習院卒
- 野口昭子 - 「昭和のノラ事件」、近衛文麿の子 / 旧制女子学習院卒
- 鳥尾鶴代 - 「GHQを動かした女」 / 旧制女子学習院卒
- 今城誼子 - 元皇后宮女官 / 旧制女子学習院卒
- 鷹司誓玉 - 善光寺上人（住職）、第121世法主 / 旧制女子学習院卒
- 愛新覚羅慧生 - 愛新覚羅溥傑・浩の子
- 福永嫮生 - 同上
- 平岡紀子 - 演出家
- オノ・ヨーコ - 前衛芸術家、音楽家
- 瀬戸山美咲 - 劇作家、演出家
- 堀内詔子 - 衆議院議員、東京五輪・パラ大会担当大臣、ワクチン接種推進担当大臣
- 永岡桂子 - 衆議院議員、文部科学大臣
- 池坊保子 - 元衆議院議員
- 石井菜穂子 - 財務官僚、世界銀行スリランカ担当局長、財務省国際局担当参事官
- 上野絢子 - 財務官僚、在フランス大使館参事官
- 佐藤直子 - 元テニス選手、タレント
- 安藤和津 - タレント
- 一青妙 - 舞台女優、歯科医師
- 岩井友見 - 女優
- 仁科亜季子 - 女優
- 松井康子 - 女優、「ピンク映画の女王」
- とよた真帆 - 女優
- 桑野東萌 - 女優
- 井上麻里奈 - 声優
- 星蘭ひとみ - 女優、元宝塚歌劇団専科娘役、豊田章男長子の嫁
- 伊達佳内子 - モデル
- 有奈めぐみ - AV女優 / 中退
- 結城るみな - AV女優、元ミス学習院
- 本庄麻里子 - 元RKB毎日放送アナウンサー
- 増田みのり - 元ニッポン放送アナウンサー
- 筒井櫻子 - フリーアナウンサー、元フジテレビアナウンサー
- 木下智佳子 - 元テレビ朝日アナウンサー
- 小島慶子 - タレント、エッセイスト、元TBSアナウンサー
- 皆川玲奈 - TBSアナウンサー / 中等科在学中に転校
- 中村瑞季 - NHKアナウンサー
- 森村桂 - 作家
- 鈴木結女 - 音楽家
- chay - 歌手
- 秦万里子 - シンガーソングライター、ピアニスト
- 真名杏樹 - 作詞家
- 平野千恵子 - 浮世絵研究家、司書

### 教職員
- 千葉さな子 - 学習院女子科〈華族女学校〉舎監（1882年–1888年）、北辰一刀流小太刀免許皆伝・長刀師範 / 坂本龍馬の元許嫁
- 谷干城 - 華族女学校初代校長（兼務）
- 下田歌子 - 華族女学校幹事兼教授（宮内省御用掛）、のち同学監、学習院女学部初代部長
- 津田梅子 - 華族女学校教授補（宮内省御用掛）、のち嘱託教師
- 石井筆子（小鹿島筆） - 華族女学校嘱託教師
- 松野クララ - 嘱託音楽教師（1887年–1903年）
- アリス・ベーコン - 嘱託英語教師（1888年–1889年）
- 大島義脩 - 女子学習院初代院長
- 松浦寅三郎 - 女子学習院第2代院長